# Darezhan Omirbaev
Darezhan Omirbaev (kazakh : Дарежан Омірбаев) est un réalisateur, scénariste et acteur kazakh né le 15 mars 1958 à Akkol dans l'oblys d'Aqmola.

## Biographie
C'est un mathématicien de formation. Devenu acteur, scénariste et réalisateur, par passion, il se fait remarquer dans les années 1990 par quelques films, consacrés à des souvenirs d'enfance ou à la mutation post-soviétique  de son pays (Kaïrat en 1992, Kardiogramma en 1995, Le Tueur en 1998). Ces films sont mis en avant par des jurys de différents festivals, dont le Festival international du film de Locarno et le Festival des 3 Continents en 1992, et en 1998 le Festival de Cannes où il est récompensé du Prix Un certain regard et le Festival international du film de Karlovy Vary.
En 2007, son film Chouga est une relecture du roman de Léon Tolstoï, Anna Karénine, transposé dans le Kazakhstan d'aujourd'hui. Dans un traitement épuré, la fresque romantique sur la vanité de la noblesse russe se transforme ainsi en une description de la nouvelle bourgeoisie kazakh. En 2012, son nouveau film, L’Étudiant, transposition cette fois de Crime et Châtiment, est de nouveau présenté au Festival de Cannes, dans la compétition Un certain regard.

## Filmographie

### Réalisateur

#### Courts et moyens métrages
- 1982 : Zhizn
- 1988 : Shilde
- 2006 : Digital Sam in Sam Saek - segment About Love
- 2013 : Reverence (documentaire)
- 2022 : Dernière Séance (Songy Seans)

#### Longs métrages
- 1992 : Kaïrat
- 1995 : Kardiogramma
- 1998 : Tueur à gages
- 2001 : La Route (Jol)
- 2007 : Chouga
- 2012 : L'Étudiant
- 2021 : Poet

### Scénariste
- 1992 : Kaïrat
- 1995 : Kardiogramma
- 1998 : Tueur à gages
- 2001 : La Route

### Acteur
- 1993 : Stranger

## Distinctions

### Récompenses
- 1992 : Léopard d'argent au Festival international du film de Locarno pour Kaïrat.
- 1992 : Montgolfière d'argent au Festival des 3 Continents pour Kaïrat.
- 1995 : Prix spécial du jury au Festival des 3 Continents pour Kardiogramma.
- 1998 : Prix Un certain regard au Festival de Cannes pour  Tueur à gages.
- 1998 : Don Quijote Award - Special Mention au Festival international du film de Karlovy Vary pour Tueur à gages.
- 2007 : Prix spécial du jury au Festival des 3 C!ontinents pour Chouga.
- 2021 : Festival international du film de Tokyo : meilleur réalisateur pour Poet[3]

### Nominations
- 1992 : au Locarno International Film Festival, Kaïrat a été nommé au Golden Leopard
- 1995 : à la Mostra de Venise, Kardiogramma a été nommé au Lion d'or
- 1998 : au Karlovy Vary International Film Festival, Tueur à gages a été nommé au Crystal Globe

### Articles de journaux
- Olivier Séguret, « Engageant "Tueur à gages". Rigoureux, superbe et politique : le nouveau film du prometteur Omirbaev », Libération,‎ 22 mai 1998 (lire en ligne).
- Jacques Mandelbaum, « "Chouga" : la nouvelle Karénine », Le Monde,‎ 14 septembre 2010 (lire en ligne).
- Rédaction, « Festival de Cannes 2012 : la Sélection officielle », Le Monde,‎ 11 mai 2013 (lire en ligne)
- Julien Gester, « "L’Étudiant" : crime et Kazakhstan », Libération,‎ 4 mars 2014 (lire en ligne).